# WebSub

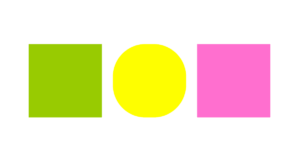
WebSub的标志

WebSub（先前稱PubSubHubbub）是一種在網際網路傳播分散式发布/订阅的開放標準。這種協議為數據訂閱延伸了Atom和RSS協議。主要是為了提供即時更新通知，這將改善客戶端獲得任意間隔feed之情況。
2017年四月，W3C將PubSubhubbub列為推薦標準（Proposed Recommendation），並改名為WebSub。

## 協議
WebSub是一個對發布者、訂閱者和hubs的生態系統。
- 訂閱者要和一般情況一樣使用Atom或RSS feed，也就是從feed伺服器獲得。
- 之後訂閱者查看這個feed，如果它參考到一個hub，訂閱者可以訂閱這個feed話題在hub上。
- 訂閱者運行一個伺服器，當任何一個主題更新hubs可以直接通知它。

## 範例
- 部落格 - blogger、WordPress.com……等等
- 新聞頻道 - CNN、福克斯新聞……等等
- 社群網路服務 - diaspora*……等等

## 相關連結
- RSS雲
- 发布/订阅

## 外部連結
- PubSubHubbub項目首頁 （页面存档备份，存于）